# Y Canum Venaticorum

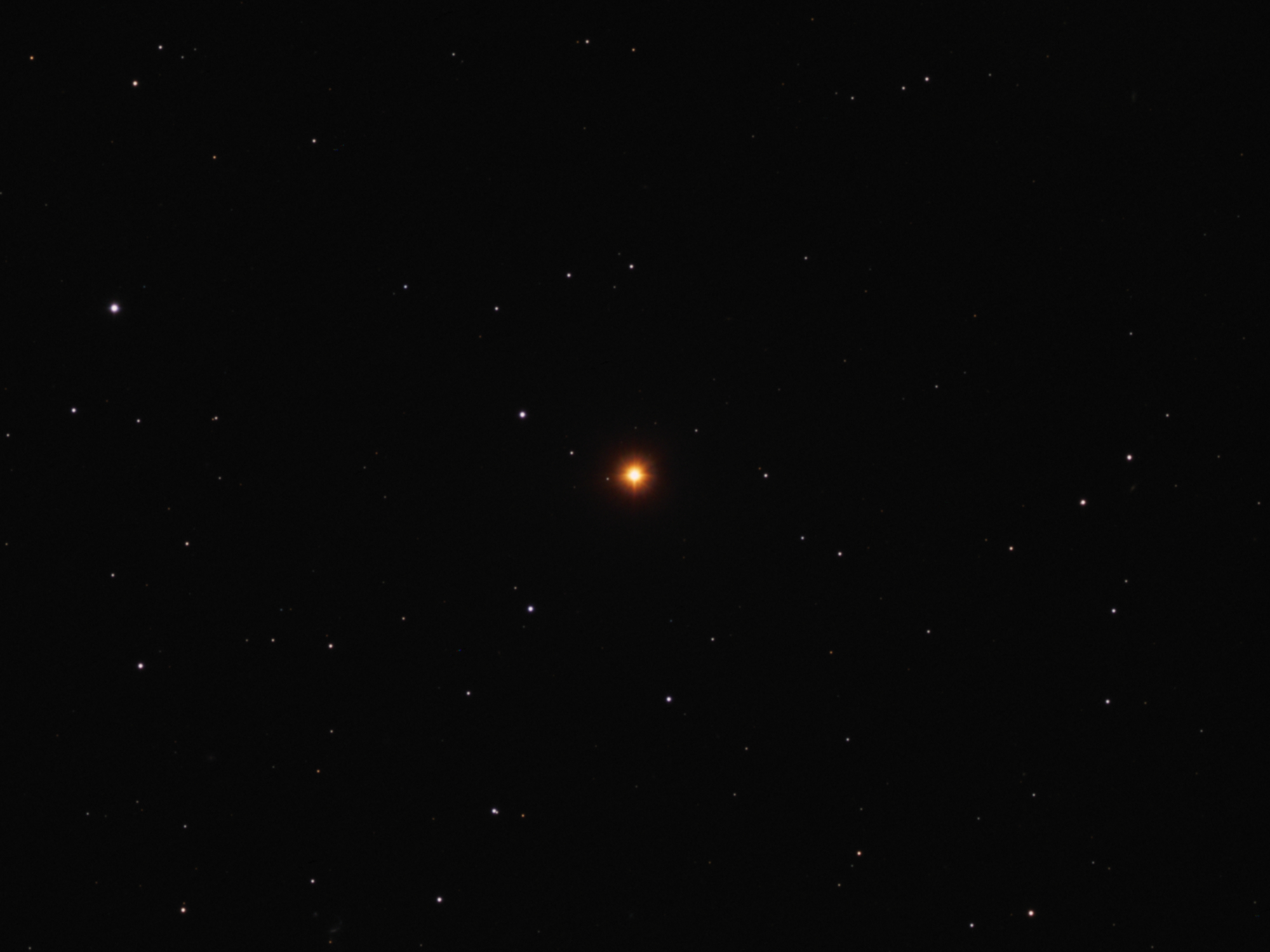
Y Canum Venaticorum fotografada em 2019.

Y Canum Venaticorum (Y CVn ), La Soberba, é uma estrela variável semirregular da constelação Canes Venatici.